# Parque nacional Lauca
El Parque Nacional Lauca (del aimara: jjyghgu'a ‘pasto acuático’) fue creado en Chile en 1965 como reserva forestal y adquirió su actual estatus en 1970 como parque nacional. Su superficie alcanza las 137 883 hectáreas. Comprende la precordillera y el altiplano andino, en altitudes entre los 3200 a 6342 m s. n. m., en el extremo este de la región de Arica y Parinacota, provincia de Parinacota, comuna de Putre, encontrándose al norte de la Reserva Nacional Las Vicuñas. A su extremo poniente limita con el Río Lluta y al oriente con la frontera con Bolivia. Su nombre lo comparte con el río Lauca.
Este parque nacional representa no solo al altiplano, sino que tiene parte de su superficie en la estepa desértica prealtiplánica, ubicada en la precordillera.
Presenta lluvias en verano y nieve en el invierno; el clima es alpino con 389,6 mm de precipitación media anual y una temperatura promedio que oscila entre 12 y 20 °C durante el día y -3 a –10 °C en la noche.
El relieve del parque es, en general, irregular. Se destacan los volcanes Parinacota, de 6342 m s. n. m.; Pomerape, de 6282 m s. n. m.; Guallatiri, de 6060 m s. n. m., y Acotango, de 6050 m s. n. m.
En 1981, el parque pasó a ser parte de la lista mundial de reservas de la biosfera de la Unesco.
El gobierno chileno estudió, en el año 2011, la posibilidad de una controvertida desafectación de parte de este parque nacional para permitir la explotación minera por empresas interesadas en la zona como Codelco, Anglo American, BHP y Río Tinto.

## Flora representativa
Aún cuando la unidad presenta muchas más especies vegetales que las que se señalan a continuación, estas son las más relevantes y fáciles de observar:
- Chachacoma (Senecio sp).
- Llareta (Azorella compacta).
- Paja brava (Festuca orthophylla).
- Queñoa (Polylepis besseri).
- Tola (Fabiana densa).
- Queñoa de altura (Polylepis tarapacana).

## Fauna representativa

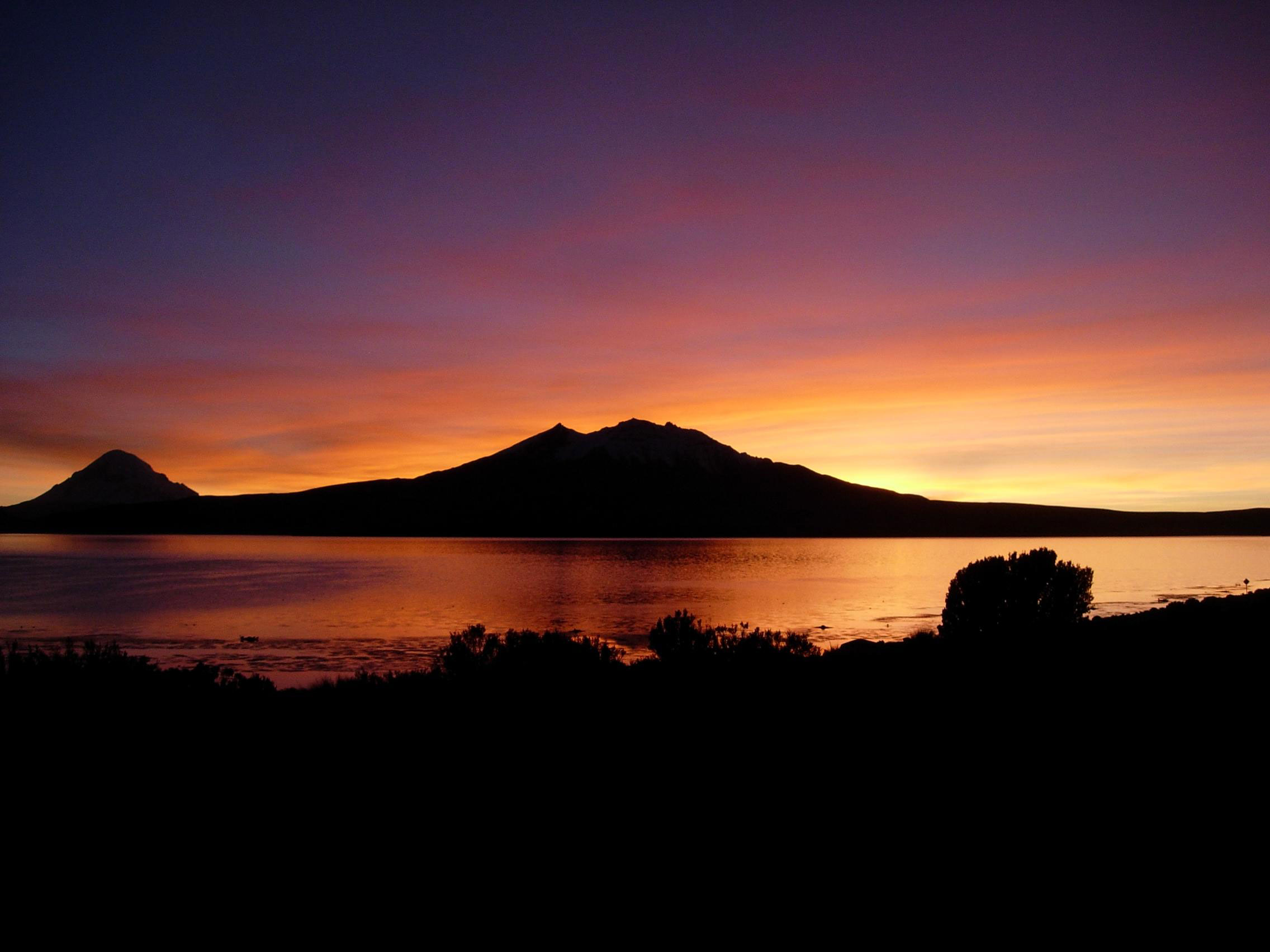
Salida del sol en el Parque Nacional Lauca.

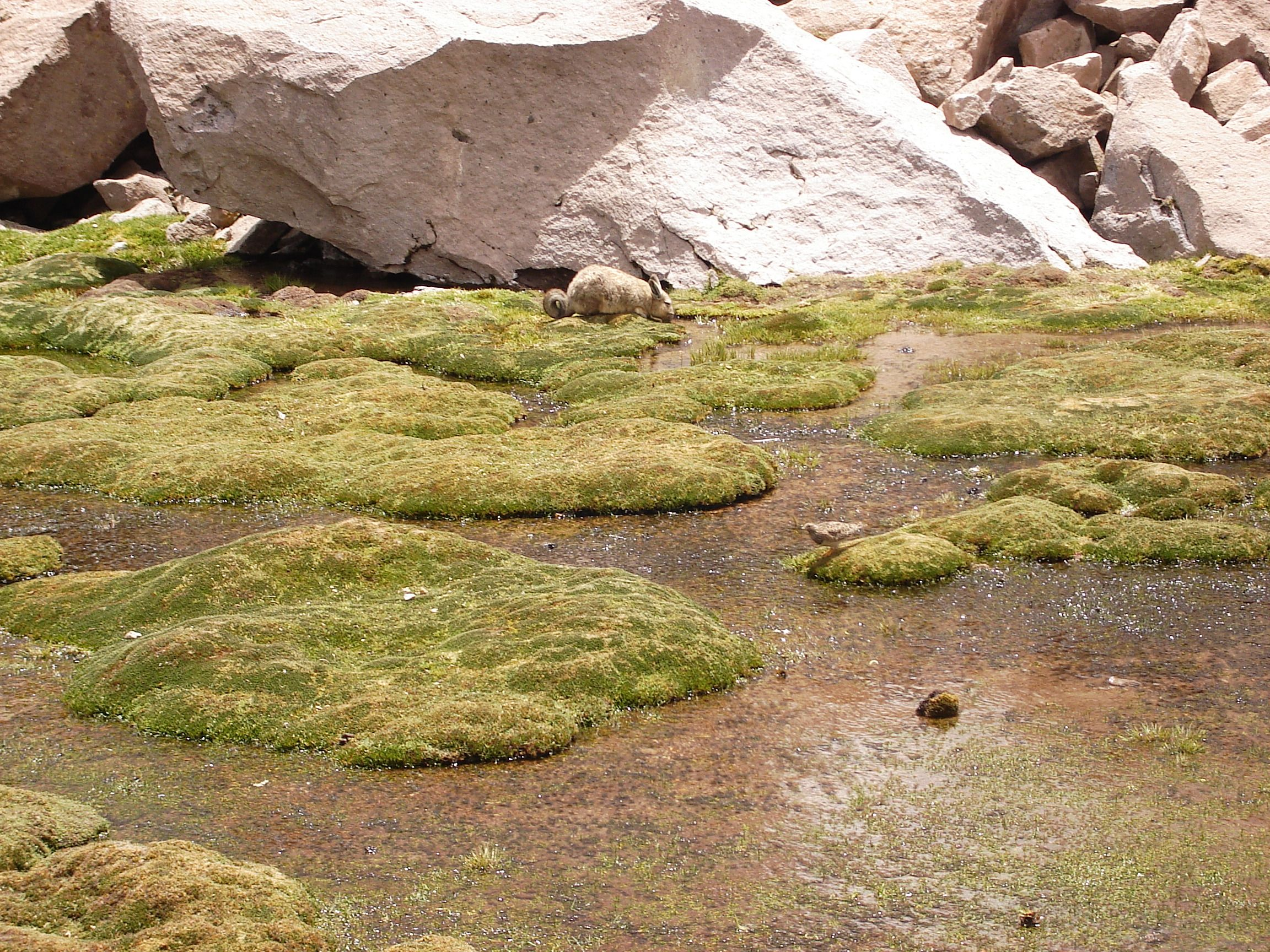
Vizcacha en el bofedal de Parinacota.

Solo se señalan aquellas especies más conspicuas o fáciles de observar:

### Mamíferos
- Puma (Puma concolor concolor).
- Taruca (Hippocamelus antisensis).
- Vicuña (Vicugna vicugna).
- Vizcacha (Lagidium viscacia).
- Zorro culpeo andino (Lycalopex culpaeus andinus).
- Guanaco del norte (Lama guanicoe cacsilensis).

### Aves
- Caití (Recurvirostra andina).
- Cuervo de pantano de la puna (Plegadis ridgwayi).
- Flamenco chileno (Phoenicopterus chilensis).
- Gaviota andina (Chroicocephalus serranus).
- Piuquén (Chloephaga melanoptera).
- Perdiz de la puna (Tinamotis pentlandii).
- Ñandú de la puna (Rhea pennata tarapacensis).
- Pato jergón chico del norte (Anas flavirostris oxyptera).
- Tagua gigante (Fulica gigantea).

## Sitios de mayor belleza escénica

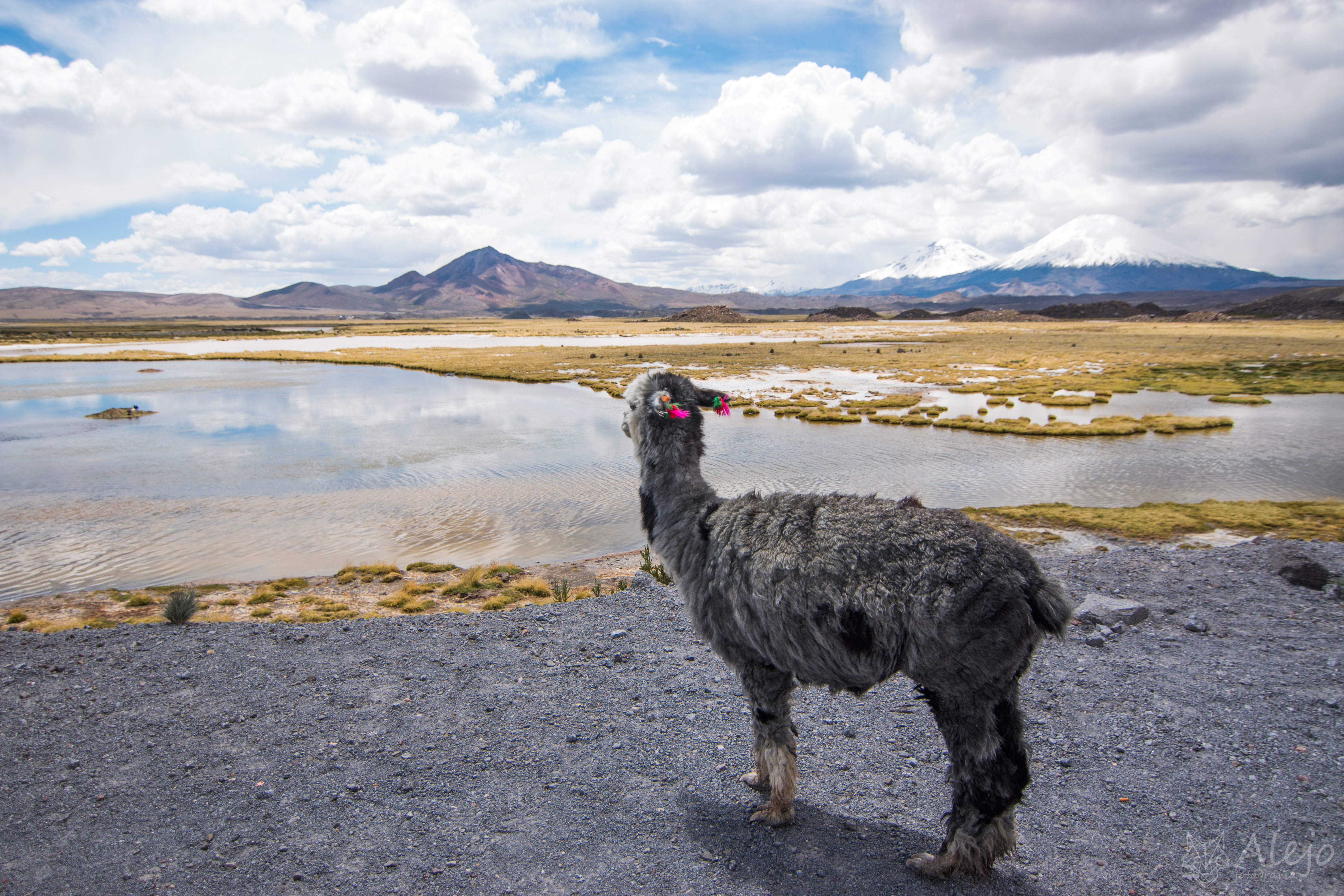
Lago Chungará Parque Nacional Lauca.

Los lugares más atractivos de este parque son el lago Chungará (gran lago de color verde esmeralda) con los nevados de Payachatas, tambo de Chungará (sitio arqueológico), Parinacota (conjunto arquitectónico indígena colonial del siglo XVII), las lagunas de Cotacotani (conjunto de aguas interconectadas), Chucuyo (poblado de casas de adobe con techos de paja), refugio Rocoso y Chacus Incaico Las Cuevas (sitios arqueológicos), termas Las Cuevas (aguas que afloran de los bofedales a 31 °C), río Lauca (en las cercanías de los cerros Chapiquiña y Milagro) y el bofedal de Parinacota.

## Vías de acceso
Se accede al parque por la vía internacional Arica-La Paz, Ruta 11-CH. Se encuentra a 14 km de la localidad de Putre y a 187 km de la ciudad de Arica. La localidad de Putre se encuentra a 3.550 metros de altitud sobre el nivel del mar.

## Visitantes
Este parque recibe una gran cantidad de visitantes chilenos y extranjeros anualmente.
| Año         | 2012   | 2013   | 2014   | 2015   | 2016   | 2017   | 2018   | 2019   | 2020  | 2021  | 2022  | 2023  | 2024  |
| ----------- | ------ | ------ | ------ | ------ | ------ | ------ | ------ | ------ | ----- | ----- | ----- | ----- | ----- |
| Chilenos    | 9.449  | 13.110 | 12.382 | 10.525 | 11.323 | 11.244 | 10.884 | 8.570  | 4.038 | 4.747 | 7.730 | 5.237 | 4.077 |
| Extranjeros | 2.638  | 4.101  | 4.447  | 3.491  | 2.559  | 2.956  | 2.970  | 3.159  | 785   | 77    | 751   | 1.936 | 2.236 |
| Total       | 12.087 | 17.211 | 16.829 | 14.016 | 13.882 | 14.200 | 13.854 | 11.729 | 4.823 | 4.824 | 8.481 | 7.173 | 6.300 |

## Protección del subsuelo
El Parque Nacional Lauca cuenta con una protección de su subsuelo como lugar de interés científico para efectos mineros de acuerdo al listado oficial del Ministerio de Minería, según lo establece el artículo 17 del Código de Minería. Estas labores sólo pueden ser ejecutadas mediante un permiso escrito por el presidente de la República y firmado además por el ministro de Minería. La prohibición de carácter absoluto para la exploración y explotación minera del suelo y subsuelo no esta contemplada en la legislación chilena.
La condición de lugar de interés científico para efectos mineros fue establecida mediante el Decreto Supremo N°36 de 11 de abril de 1986 y publicado el 30 de marzo de 1988. que fija el polígono de protección.